# Norra innerstadens stadsdelsområde
Norra innerstadens stadsdelsområde är ett stadsdelsområde i Stockholms innerstad i Stockholms kommun. Stadsdelsområdet omfattar stadsdelarna Djurgården, Gärdet, Hjorthagen, Norra Djurgården, Norrmalm, Skeppsholmen, Vasastaden och Östermalm.
Norra innerstaden bildades den 1 juli 2023 då Norrmalms stadsdelsområde och Östermalms stadsdelsområde slogs samman enligt beslut av kommunfullmäktige 24 april 2023.